# Glaucostegus
Glaucostegus is een geslacht van kraakbeenvissen uit de familie van de Glaucostegidae.

## Soorten
- Glaucostegus cemiculus (Geoffroy Saint-Hilaire, 1817)
- Glaucostegus granulatus (Cuvier, 1829)
- Glaucostegus halavi (Fabricius, 1775)
- Glaucostegus microphthalmus (Teng, 1959)
- Glaucostegus obtusus (Müller & Henle, 1841)
- Glaucostegus petiti (Chabanaud, 1929)
- Glaucostegus spinosus (Günther, 1870)
- Glaucostegus thouin (Lacépède, 1798)
- Glaucostegus typus (Bennett, 1830)
- Glaucostegus younholeei Habib & Islam, 2021